# Пам'ятник Лесі Українці (Луцьк)
Пам'ятник Лесі Українці в Луцьку — пам'ятник видатній українській поетесі Лесі Українці в місті Луцьку, обласному центрі Волинської області України.

## Загальні дані
Пам'ятник Лесі Українці в Луцьку розташований у центрі міста, а саме — перед будівлею Волинського академічного музично-драматичного театру ім. Т. Г. Шевченка на Театральному майдані.
Пам'ятник споруджено відповідно до постанови ЦК КПУ та Ради Міністрів УРСР від 17.07.1970 р. № 372 «Про відзначення 100-річчя з дня народження Лесі Українки» та постанови Ради Міністрів УРСР від 03.10.1975 р. № 499 «Про затвердження проекту пам'ятника Лесі Українки в м. Луцьку».
Автори пам'ятника — скульптори Обезюк Микола Наумович, Німенко Андрій Васильович та архітектори Валентин Костянтинович Жигулін, Кілессо Сергій Костянтинович.

## Опис
Розташування постаті Лесі Українки низько, на невисокому стилобаті з чорного граніту, обумовлене характером створення образу, новими на той час пошуками зв'язку пам'ятника з оточенням, активною взаємодією скульптури з реальним простором. Автор зазначав, що постать Лесі настільки велична, що її не обов'язково піднімати на п'єдестал. Скульптура передбачає круговий огляд, при якому активно працює виразний силует.
Напруга форм, здається, повторює внутрішній стан поетеси, з кожної нової точки огляду поглиблюється зміст і стає більш зрозумілий задум автора — наблизити величну історичну постать до людей, передати глибину її внутрішнього світу, одухотвореність.
Голова нахилена вперед. Лівою рукою поетеса притискає до грудей книжку. Риси зосередженого обличчя добре промодельовані. Усією поставою художник демонструє нам характер і значимість «єдиного мужчини в нашому письменстві» (І. Франко). Складки одягу пом'якшують динамічний силует, надають йому ліризму й жіночності.
На постаменті напис: «Леся Українка». Постамент виготовлений з полірованого лабрадориту.
Постамент розміщений на трьохступінчастому стереобаті, виготовленому з сірого граніту.
Розміри: скульптури — 5,5×1,5×1,5 м; постаменту — 4,3×6,0×0,85 м; стереобату: нижньої частини — 16,3×16,3×0,2 м, середньої — 15,2×15,2×0,2 м, верхньої — 14,1×14,1×0,2 м.